# Los chalados y esas mujeres
Los chalados y esas mujeres es el quinto capítulo de la serie dramática El ala oeste.

## Argumento
El equipo de la Casa Blanca participa en el «Big Block of Cheese Day». Este evento es un día especial de trabajo inventado por Leo McGarry en el que son obligados a participar en reuniones con grupos que normalmente no serían atendidos por el gobierno. Simboliza la apertura de la Casa Blanca al pueblo americano.
Entre otros, a C.J. le toca recibir a un grupo ecologista que plantea una autopista para lobos que atraviese el país de norte a sur. Mientras, Sam es obligado a reunirse con un grupo de ufólogos que preguntan sobre ovnis.
Josh recibe de la Agencia de Seguridad Nacional una tarjeta con instrucciones de lo que debe hacer el personal indispensable del Equipo del Presidente en caso de Ataque Nuclear. Al final devuelve la tarjeta por sentirse culpable al no ser invitados los demás miembros del Equipo.

## Curiosidades
- El «Big Block of Cheese Day» está basado en una historia que sucedió en tiempos del presidente Andrew Jackson.[1]
- Curiosamente, el corredor para lobos fue un proyecto que finalmente se aprobó –con recortes- a mediados de 2008. Se trata de la Iniciativa Y2Y, que une Yellowstone y Yukon.[2]
- La tarjeta de la Agencia de Seguridad Nacional existe en realidad, tal y como le confirmó el asesor de la serie George Stephanopoulos a Aaron Sorkin.[3]